# نییربوگدانی
نییربوگدانی (به مجاری:  Nyírbogdány) یک منطقهٔ مسکونی در مجارستان است که در ناحیه کمچه واقع شده‌است. نییربوگدانی ۳۵٫۰۳ کیلومتر مربع مساحت و ۳٬۰۶۰ نفر جمعیت دارد.